# Miguelón
Miguel Juan Llambrich, noto semplicemente come Miguelón (Benidorm, 18 gennaio 1996), è un calciatore spagnolo, difensore del Torrent.

## Caratteristiche tecniche
È un terzino destro.

## Carriera
Cresciuto nel settore giovanile dell'Villarreal, ha esordito in prima squadra il 3 dicembre 2015 in occasione del match di Coppa del Re perso 3-2 contro l'Huesca.
Il 7 ottobre 2018 ha esordito nella Liga disputando l'incontro perso 3-1 contro l'Espanyol.
L'11 luglio 2019 passa in prestito all'Huesca, club spagnolo appena retrocesso in Segunda División, con cui ottiene la promozione.
Il 25 agosto 2020 viene ceduto in prestito all'Espanyol, altro club spagnolo neo-retrocesso in Segunda División.

## Palmarès

### Club

#### Competizioni nazionali
- Segunda División: 2

Huesca: 2019-2020
Espanyol: 2020-2021